# Viticoltura nel Liechtenstein
La viticoltura in Liechtenstein è una tradizione che ha radici storiche profonde nonostante la piccola superficie del paese. Il principato, situato tra la Svizzera e l'Austria, è noto per la sua produzione di vini di alta qualità coltivati principalmente nelle regioni vitivinicole lungo il fiume Reno. La viticoltura, sebbene non sia un'attività su larga scala, è un elemento distintivo della cultura locale con una tradizione che risale a secoli fa.

## Storia
La storia della viticoltura in Liechtenstein è strettamente legata alla Casa del Principato. La famiglia principesca, infatti, ha sempre avuto un forte interesse per la coltivazione delle viti e per la produzione di vino. Sin dal Medioevo si trovano tracce di viticoltura nella regione con alcuni riferimenti storici alla coltivazione della vite nelle terre appartenenti al principe.
Nel corso dei secoli la viticoltura in Liechtenstein si è evoluta con un importante impulso dato alla qualità del vino a partire dal XX secolo. Nel 2000, con la creazione della Hofkellerei des Fürsten von Liechtenstein (Cantina del Principe di Liechtenstein), la viticoltura ha ricevuto un nuovo slancio portando il principato a essere riconosciuto anche a livello internazionale per la qualità dei suoi vini.

## Clima
Il clima del Liechtenstein è di tipo continentale con influenze mediterranee che provengono dalle valli circostanti. Il paese beneficia di una posizione privilegiata lungo il fiume Reno che contribuisce a mitigare le temperature estreme sia in estate che in inverno. La combinazione di terreni calcarei e un clima relativamente mite favorisce la crescita delle viti creando condizioni ideali per la produzione di vini di qualità.
Le colline e le valli che si trovano lungo il Reno offrono esposizioni favorevoli per la viticoltura, con vigneti situati a altitudini che variano dai 400 ai 700 metri sul livello del mare. Questi terreni, caratterizzati da un buon drenaggio e un buon contenuto di minerali, sono ideali per la produzione di uve aromatiche e di alta qualità.

## Regioni vitivinicole

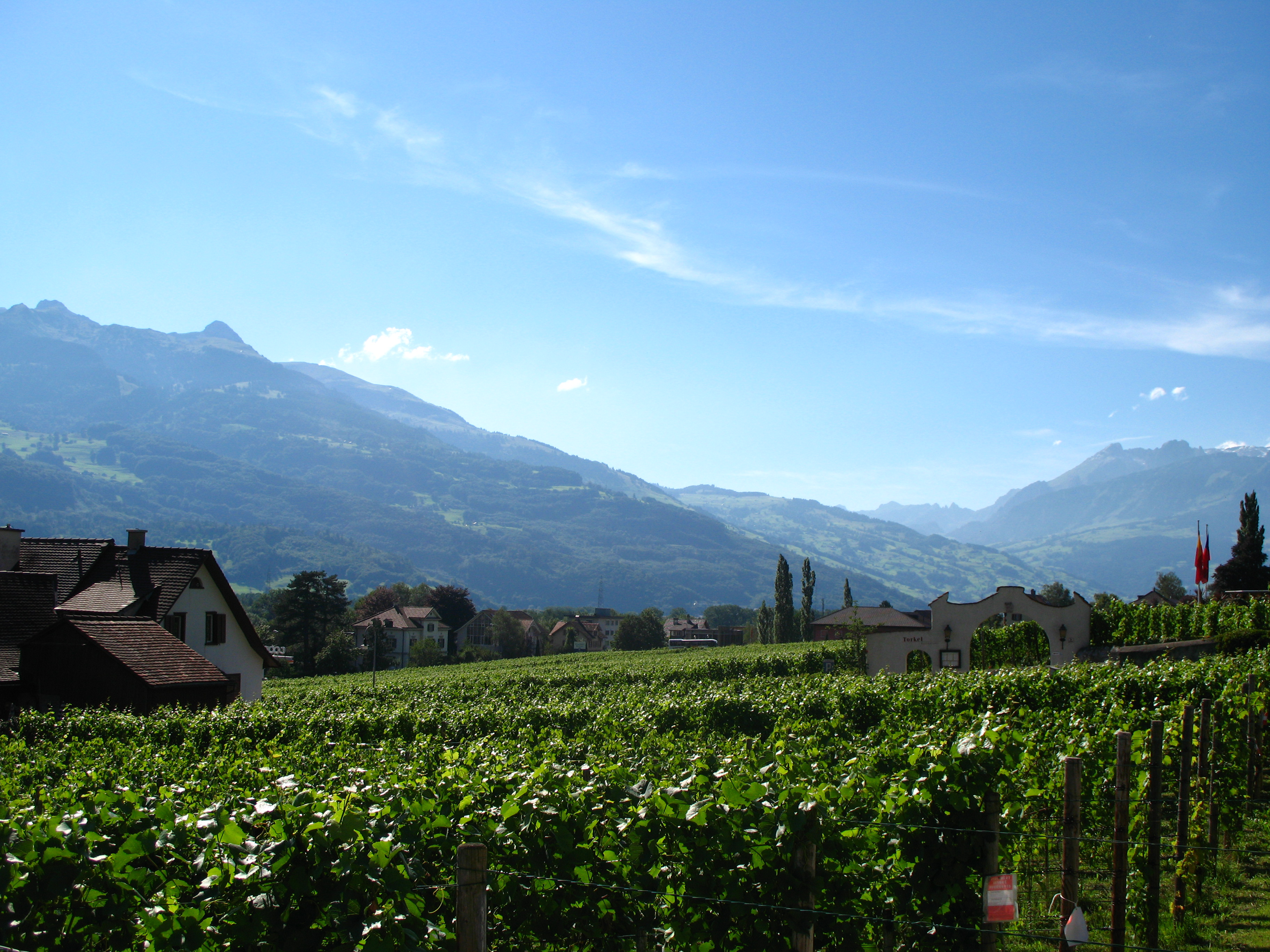
Vigneto nei pressi di Vaduz

Le principali zone vitivinicole del Liechtenstein sono concentrate nelle valli circostanti il fiume Reno, dove si trovano i vigneti più noti e di maggior valore. La zona più importante è quella che si estende da Vaduz, la capitale, verso il confine con la Svizzera. Altri vigneti si trovano nelle colline di Balzers e Schaan dove i terreni calcarei e ben drenati permettono di ottenere vini con caratteristiche uniche.
Anche se la viticoltura in Liechtenstein non è vastissima, la qualità dei terreni e l'attenzione alla sostenibilità permettono una produzione limitata ma raffinata. Le cantine del paese, tra cui quella del Principe, sono note per la cura artigianale e l'innovazione nel processo di vinificazione.

## Vitigni

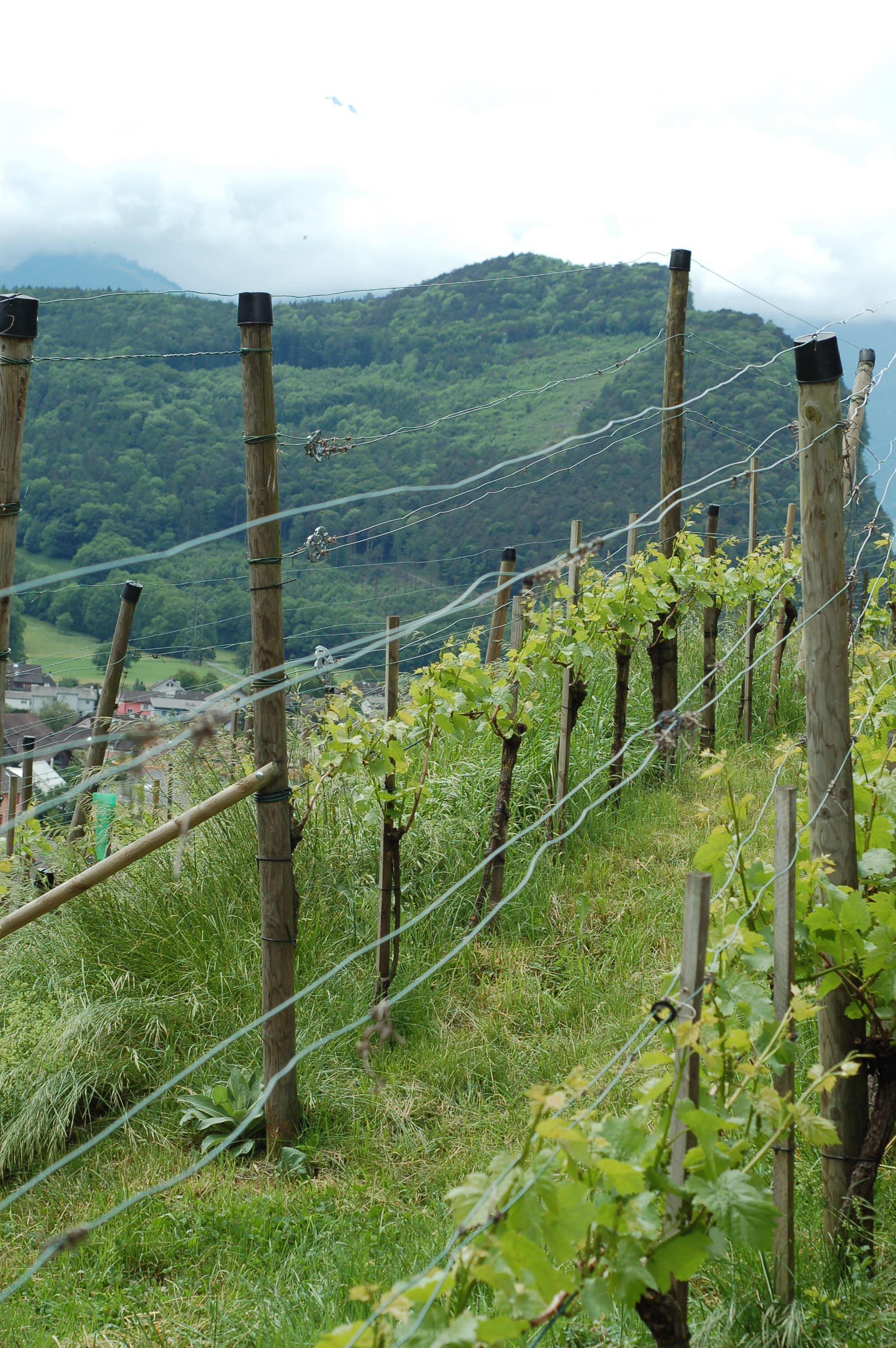
Vigneto nei pressi di Balzers

I vitigni coltivati in Liechtenstein sono una combinazione di varietà locali e internazionali che beneficiano delle condizioni climatiche particolari della regione. Tra i vitigni bianchi più comuni troviamo lo Chardonnay, il Pinot bianco e il Riesling che danno vita a vini freschi, aromatici e minerali.
Tra i vitigni rossi il Pinot nero è senza dubbio il più rappresentativo seguito da varietà come il Merlot e il Cabernet Sauvignon. Questi vitigni sono in grado di adattarsi bene ai terreni calcarei e alle condizioni climatiche del paese producendo vini eleganti e strutturati. Alcune cantine locali sperimentano anche vitigni autoctoni cercando di preservare la biodiversità viticola della regione.

## Vini
I vini prodotti in Liechtenstein sono principalmente bianchi e rossi, con un forte accento sulla qualità piuttosto che sulla quantità. Il Pinot nero è il vino rosso più noto, apprezzato per il suo bouquet complesso e la sua eleganza. Tra i bianchi, lo Chardonnay e il Pinot bianco sono i più riconosciuti, con il primo che spesso presenta note fruttate e minerali mentre il secondo si distingue per freschezza e leggerezza.
Le cantine più prestigiose, come la Hofkellerei des Fürsten von Liechtenstein, producono vini che vengono esportati in tutta Europa guadagnando prestigio anche a livello internazionale. La qualità dei vini è sostenuta da pratiche vitivinicole moderne con un'attenzione particolare alla sostenibilità ambientale e alla viticoltura biologica.

## Normative
La produzione di vino in Liechtenstein è regolata da normative che seguono gli standard europei, ma il paese ha anche sviluppato leggi specifiche per proteggere e promuovere la viticoltura locale. Le normative garantiscono la qualità e l'origine dei vini prodotti facendo in modo che le pratiche vitivinicole rispettino l'ambiente e siano conformi alle leggi internazionali.
L'industria vinicola è anche sostenuta da incentivi che promuovono l'innovazione nella vinificazione e nella gestione delle vigne. La produzione di vino in Liechtenstein è perlopiù su scala ridotta, ma le pratiche enologiche e la qualità delle uve coltivate sono riconosciute a livello internazionale.